# Застава Ирака
Застава Ирака је од 1921. године до сада имала четири различита дизајна. У употреби је измењена застава која је усвојена за време владавине Садама Хусеина 1991. 
Нова државна застава је предложена у априлу 2004, али није никад усвојена. Тренутна застава састоји се од три хоризонтална поља, горње је црвено, средње бело, а доње црно. На белом пољу налазе се три зелени текст на арапском — „Алаху Ахбар“ (Бог је велики).

## Историјске заставе Ирака
- 1921–1959 (размера: 1:2)
- 1959–1963 (размера: 1:2)
- 1963–1991 (размера: 2:3)
- 1991–2004 (размера: 2:3)
- 2004–2008 (размера: 2:3)